# Schronisko Furkotne
Schronisko Furkotne (słow. Furkotská chata, także Lonekova chata) – nieistniejące schronisko, stojące dawniej u podnóży słowackich Tatr Wysokich.
Drewniane schronisko u wylotu Doliny Furkotnej wybudowali Daniel i Karel Lonekowie. Od ich nazwiska obiekt nazywany był Lonekovą chatą. Budynek otwarto dla turystów w 1937 roku, mniej więcej rok po otwarciu pobliskiego Schroniska Nedobrego. Schronisko oferowało gościom 20 miejsc noclegowych. Dodatkowo, jako że stało na wschodnim brzegu Furkotnego Potoku, wyposażone było w turbinę prądotwórczą.
Po II wojnie światowej, w 1951 roku, schronisko zostało upaństwowione, przekazane organizacji Slovakotour z siedzibą w Starym Smokowcu. Jednocześnie przemianowano je na chatę imienia kapitana Jána Rašo – uczestnika słowackiego powstania narodowego. Budynek spłonął w 1956 roku, a Rašo został patronem nowo wybudowanego Schroniska Ważeckiego.
Obecnie do fundamentów schroniska Loneków dojść można nieoznakowaną 120-metrową ścieżką, rozpoczynającą się około 150 metrów w głąb doliny (licząc od rozdroża w Dolinie Furkotnej).

## Szlaki turystyczne
Z pobliskiego rozdroża szlaki rozchodzą się obecnie w następujących kierunkach:
  – żółty przez rozdroże pod Soliskiem, dnem Doliny Furkotnej i przez przełęcz Bystra Ławka do Doliny Młynickiej.  Przejście szlakiem przez przełęcz jest dozwolone w obie strony, jednak zalecany jest kierunek z Doliny Młynickiej do Furkotnej w celu uniknięcia zatorów na łańcuchach. Różnica wzniesień 970 m, czas przejścia z Bystrej Ławki do Rozdroża w Dolinie Furkotnej: 2:20 h.
  – Wyżni Podkrywański Chodnik do  Szczyrbskiego Jeziora. Czas przejścia 40 min, ↓ 50  min.
  – Wyżni Podkrywański Chodnik do osady Podbańska przez rozdroże przy Jamskim Stawie i Trzy Źródła. Czas przejścia 3:35 h, ↓ 4:05 h.